# Rebecca Solnit
Rebecca Solnit (Bridgeport, 24 giugno 1961) è una scrittrice, giornalista, attivista e blogger statunitense. 
Le sue opere spaziano tra vari argomenti, tra cui l'ambiente, la politica, l'arte ed esperienze di viaggio. Solnit scrive per la rubrica bimestrale "Easy Chair" della rivista Harper's Magazine.
Sorella di David Solnit artista e famoso attivista tra i promotori delle proteste di Seattle per la conferenza OMC del 1999.

## Biografia
Solnit nacque a Bridgeport, Connecticut, da padre ebreo e madre cattolica irlandese. La sua famiglia si trasferì nel 1966 a Novato, in California, luogo dove passò l'infanzia. Solnit ha dichiarato di essere stata maltrattata da bambina. Saltò completamente il liceo, iscrivendosi invece a una scuola superiore alternativa pubblica, che le fornì l'istruzione necessaria per passare il GED. S'iscrisse quindi a un junior college. All'età di 17 anni andò a studiare a Parigi. Tornò poi in California per terminare l'istruzione universitaria presso la San Francisco State University. Nel 1984 conseguì la laurea magistrale in giornalismo presso l'Università della California - Berkeley, e lavora come scrittrice indipendente dal 1988.

## Carriera

### Attivismo
Solnit ha sostenuto campagne ambientaliste e per i diritti umani a partire dagli anni 1980, collaborando in particolare con il Western Shoshone Defense Project nei primi anni 1990, come descritto nel suo libro Savage Dreams, e con attivisti pacifisti durante il governo Bush. Ha parlato del suo interesse per il cambiamento climatico e per le attività di 350.org e del Sierra Club, nonché nei diritti delle donne, e in particolare la violenza contro le donne.

### Scrittura
Gli scritti di Solnit sono apparsi in numerosi pubblicazioni stampate e in rete, tra cui The Guardian e Harper's Magazine, per il quale è stata la prima donna a scrivere regolarmente la rubrica "Easy Chair", fondata nel 1851. Pubblica inoltre con regolarità sul blog di argomento politico TomDispatch e su LitHub.
Solnit è anche autrice di diciassette libri, nonché saggi pubblicati su numerosi cataloghi di musei e antologie. Il suo libro del 2009 A Paradise Built in Hell: The Extraordinary Communities that Arise in Disaster ha avuto inizio sotto forma di un saggio chiamato The Uses of Disaster: Notes on Bad Weather and Good Government, pubblicato da Harper's Magazine il giorno in cui l'uragano Katrina ha investito la costa del Golfo degli Stati Uniti. È stato in parte ispirato al terremoto di Loma Prieta del 1989, che Solnit ha descritto come «un'occasione notevole… un momento in cui la vita quotidiana s'è interrotta e la gente s'è guardata attorno e accovacciata». In una conversazione con la produttrice Astra Taylor della rivista BOMB, Solnit ha così riassunto il tema radicale di A Paradise Built in Hell: «Ciò che accade in occasione dei disastri dimostra tutto quello che un anarchista abbia mai voluto credere sul trionfo della società civile e sul fallimento dell'autorità istituzionale».
Nel 2014 Haymarket Books ha pubblicato Gli uomini mi spiegano le cose (Men Explain Things to Me), una collezione di saggi brevi scritti da Solnit riguardo a episodi di mansplaining, un termine che è stato utilizzato per descrivere una modalità di linguaggio paternalistica, tipicamente quando adottata dagli uomini nei confronti delle donne. Benché Solnit non abbia inventato il termine, le viene generalmente accreditata l'articolazione del concetto.

## Opere
- Rebecca Solnit, Secret exhibition : six California artists of the Cold War era, San Francisco, City Lights, 1991, ISBN 978-0-87286-254-8.
- Savage Dreams: A Journey Into the Landscape Wars of the American West, Berkeley, University of California Press, 2014  [1994], ISBN 978-0-520-95792-3.
- A Book of Migrations: Some Passages in Ireland, London, Verso, 2011  [1997], ISBN 978-1-84467-708-5.
- Wanderlust: A History of Walking, New York, Penguin, 2001  [2000], ISBN 978-0-14-028601-4.
- Hollow City: The Siege of San Francisco and the Crisis of American Urbanism, immagini di Susan Schwartzenberg, London, Verso, 2002  [2000], ISBN 978-1-85984-363-5.
- As Eve Said to the Serpent: On Landscape, Gender, and Art, Athens, University of Georgia Press, 2003  [2001], ISBN 978-0-8203-2493-7.
- River of Shadows: Eadweard Muybridge and the Technological Wild West, New York, Viking, 2004  [2004], ISBN 0-14-200410-3.
- Hope in the Dark: Untold Histories, Wild Possibilities (Updated Edition), Haymarket Books, 2016  [2004], ISBN 978-1-60846-576-7.
- A Field Guide to Getting Lost, New York, Viking, 2005, ISBN 978-1-101-11871-9.
- Mark Klett, Solnit Rebecca Wolfe Byron, Yosemite in Time: Ice Ages, Tree Clocks, Ghost Rivers, San Antonio, Trinity University Press, 2005, ISBN 978-1-59534-042-9.
- Mark Klett e Michael Lundgren, The Ruins of Memory, in After the Ruins, 1906 and 2006: Rephotographing the San Francisco Earthquake and Fire, Berkeley, University of California Press, 2006, ISBN 978-0-520-24556-3.
- Storming the Gates of Paradise: Landscapes for Politics, Berkeley, University of California Press, 2007, ISBN 978-0-520-25656-9.
- Un paradiso all'inferno, Fandango ( A Paradise Built in Hell: The Extraordinary Communities that Arise in Disaster, New York, Penguin, 2010  [2009], ISBN 978-1-101-45901-0.)
- David Solnit e Rebecca Solnit (a cura di), The Battle of the Story of the Battle of Seattle, AK Press, 2009, ISBN 978-1-904859-63-5.
- A California Bestiary, Illustrazioni di Mona Caron, Berkeley, Heyday Books, 2010, ISBN 978-1-59714-125-3.
- Infinite City: A San Francisco Atlas, Berkeley, University of California Press, 2010, ISBN 978-0-520-26249-2.
- Ruins. London, England: Whitechapel Art Gallery; Cambridge, MA: MIT Press. 2011. ISBN: 9780854881932.
- The Faraway Nearby, New York, Penguin, 2013, ISBN 978-1-101-62277-3.
- Unfathomable City: A New Orleans Atlas, Berkeley, University of California Press, 2013, ISBN 978-0-520-26249-2.
- Men Explain Things To Me, Chicago, Haymarket Books, 2014, ISBN 978-1-60846-457-9.
- The Encyclopedia of Trouble and Spaciousness, San Antonio, Trinity University Press, 2014, ISBN 978-1-60846-457-9.
- Nonstop Metropolis: A New York City Atlas, Berkeley, University of California Press, 2016, ISBN 978-0-520-28595-8.
- The Mother of All Questions, New York, Haymarket Books, 2017, ISBN 978-1-60846-740-2.
- 2018: Call Them by Their True Names: American Crises (and Essays), ha vinto il Kirkus Prize 2018 per la saggistica, Chiamare le cose con il suo nome, trad. L. de Tomasi, Milano, Salani, Ponte delle Grazie. 2019

### Saggi e articoli
- (EN) Rebecca Solnit, News from Nowhere: Iceland's Polite Dystopia, in Harper's Magazine, Ottobre 2008. URL consultato il 9 luglio 2017.
- (EN) Rebecca Solnit, Coyote, in The New Yorker, vol. 90, n. 41, 22–29 dicembre 2014,  p. 76. URL consultato il 9 luglio 2017.